# Selenita
La selenita és una varietat del guix (sulfat de calci dihidratat, CaSO₄·2H₂O) que ocorre en cristalls transparents o en masses cristal·lines. La denominació no prové del fet que contingui seleni (amb prou feines n'hi ha traces), sinó que es deu a una llegenda d'Europa Central, segons la qual els cristalls es formen en lluna creixent (Selene era la deessa grega de la Lluna).

## Etimologia i història
El nom selenita per designar aquest mineral va ser introduït pel químic i mineralogo suec Johan Gottschalk Wallerius (1709-1785), qui va utilitzar el terme com a sinònim de guix transparent. Se suposa que Wallerius, per denominar-ho, es va inspirar en la reflexió de llum blava pàl·lida que posseeix el mineral, colorit que s'assembla a la llum de la lluna.
En altres països aquest guix clar va rebre diferents denominacions. A Alemanya, per exemple, se'l coneix com a Marienglas (cristall de María), nom que va sorgir de la utilització en lloc de vidre, com a placa transparent per a l'emmarcat d'imatges de María i per als recipients de relíquies, ja que les fulles primes de selenita, en contraposició amb el vidre de l'època, estaven lliures de bombolles i eren d'un gruix més parell. Pel seu ús com a protecció de les imatges de María, en algunes regions es diu també Frauenglas (cristall de les dones).
El mineral era conegut pels romans, els qui ho denominaven Lapis specularis (pedra mirall o especular). Ho usaven per a la fabricació de finestres. Encara que en aquest temps ja es coneixia el vidre, la seva qualitat, plana i transparència no eren prou bones com per fer finestres. L'historiador romà Plini el Vell (23-79) descriu en la seva enciclopèdia.
En l'època dels romans els jaciments més importants estaven a l'Àsia Menor i en el nord d'Àfrica. Amb escreix, els més grans jaciments d'aquell temps es trobaven a l'antiga ciutat de Segòbriga (actualment la ciutat espanyola de Conca). La història narra que Plini va visitar aquestes mines l'any 76. Fins avui es poden trobar allí vestigis de l'activitat minera de l'antiguitat. A causa de la raresa dels grans cristalls de selenita, les finestres d'aquest material eren objectes representatius de luxe i prestigi.
Se sap que a Roma alguns banys públics tenien cristalls de selenita. ja que la grandària dels cristalls és limitat, s'assemblaven planxes més grans a partir de trossos quadrats més petits, de manera similar als vitralls. Segons s'ha narrat, l'emperador Tiberi posseïa un hivernacle fet amb cristalls de Lapis specularis

## Formació i jaciments

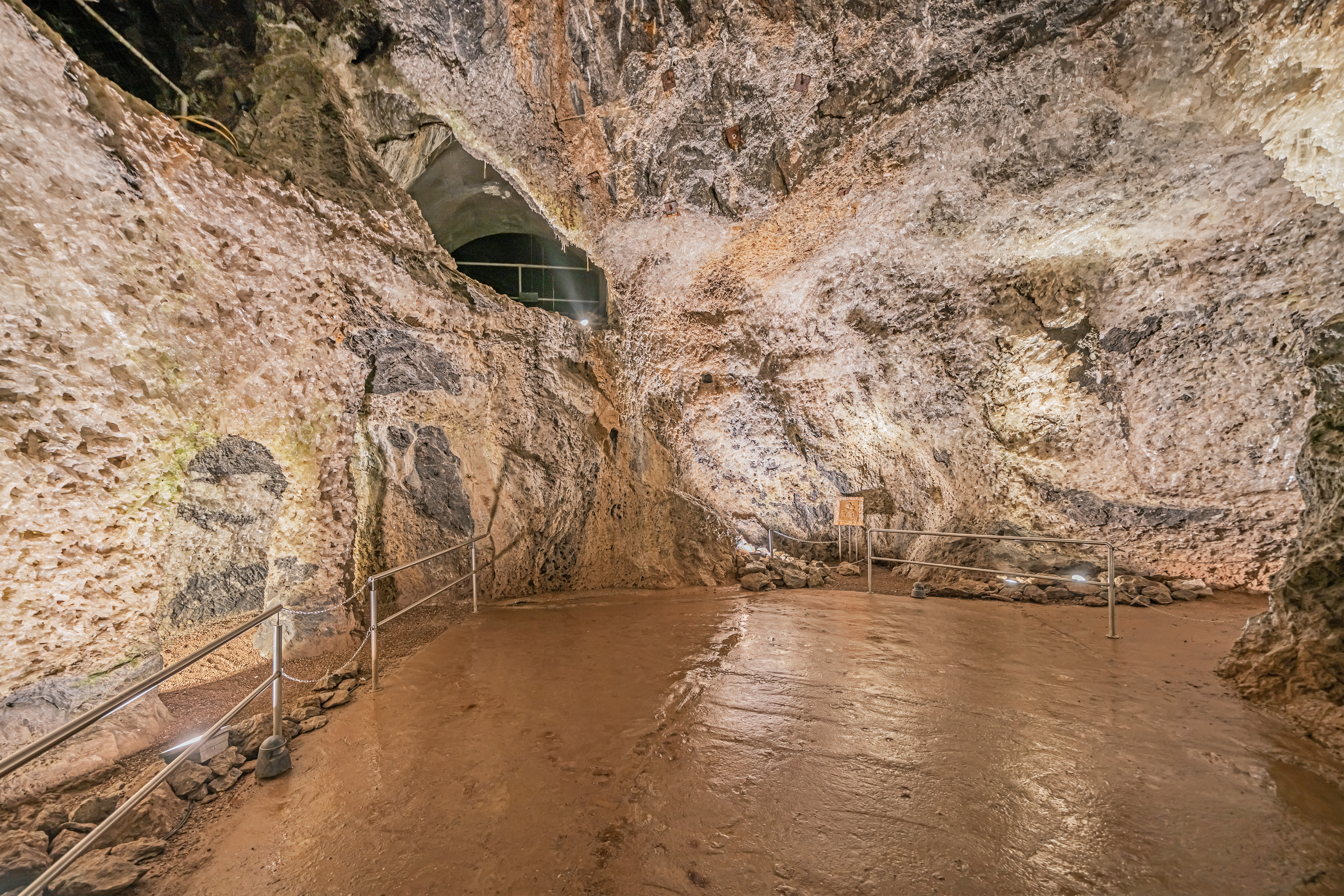
Gruta de Selenita (Marienglashöhle) a Friedrichroda

Els cristalls de selenita són habituals a Anglaterra i a Oklahoma. Certs cristalls trobats a Kentucky s'han format seguint patrons encorbats i amb la forma dels pètals d'una flor. En casos molt rars, l'aigua pot arribar a encaixar-se en una cavitat, idèntica a les formes cristal·lines, de tal manera que es pot veure com la bombolla d'aigua es mou a mesura que fem rodar la pedra.
La gruta de selenita (Marienglashöhle) prop de Friedrichroda en el Bosc de Turingia, també és molt famosa a Europa. Igualment, són molt conegudes les mines de Dèbar a Macedònia, amb els seus cristalls gegants de fins a set metres.
Els cristalls de creixement natural més grans del món es van trobar fa anys a la Mina de Naica, al nord de Mèxic.

## Característiques
Les planxes extenses i transparents de selenita es poden exfoliar en plaques transparents molt fines que, a l'antiguitat, substituïen el vidre; a l'antiga Roma aquestes plaques es denominaven lapis specularis. Avui dia la selenita s'extreu de pedreres per obtenir-ne guix comú per a la construcció, escalfant el mineral per tal de deshidratar-lo.
La selenita és tova i es pot deformar fàcilment amb l'ungla. Els cristalls són lleugerament flexibles, però es poden trencar si es dobleguen massa. Hom pot trobar enormes cristalls de selenita en geodes o en roques buides.